# Prisco (general)
Prisco (em latim: Priscus; em grego: Πρῖσκος; romaniz.: Priskos; m. 613) foi um general bizantino sob os imperadores Maurício (r. 582–602), Focas (r. 602–610) e Heráclio (r. 610–641). Embora as fontes contemporâneas sejam marcadamente tendenciosas a seu favor, Prisco surge como um líder militar eficaz e capaz. Sob Maurício, distinguiu-se nas campanhas contra os ávaros e seus aliados eslavos nos Bálcãs.
Ausente da capital no momento da derrubada e assassinato de Maurício por Focas, foi dos poucos assessores seniores de Maurício que lograram sobreviver ilesos no novo regime, mantendo suas funções e chegando até mesmo a se casar com a filha de Focas. Contudo, também negociou com Heráclio e o ajudou a derrubar Focas. Heráclio confiou-lhe o comando do exército que combateu os persas em 611–612, mas, após o fracasso de sua campanha, Prisco foi demitido e tonsurado. Morreu pouco depois.

## Biografia

### Sob Maurício

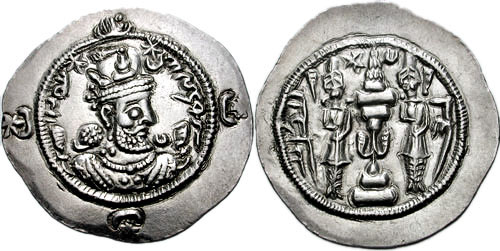
Dracma de r.

Fronteira romano-persa na Antiguidade Tardia

Prisco aparece pela primeira vez nas fontes quando foi nomeado, no fim de 587 ou começo de 588, para comandar no Oriente o exército contra o Império Sassânida, então governado pelo xá Hormisda IV (r. 579–590), como mestre dos soldados do Oriente, em sucessão de Filípico. Só chegou na primavera e assumiu o comando em Monocarto em abril. Prisco teve imediatamente problemas com os soldados: sua arrogância e recusa para se misturar tornaram-no impopular e na Páscoa de 18 de abril de 588, ao anunciar o decreto do imperador Maurício (r. 582–602) que reduziu o pagamento do exército para ¼, seus soldados se amotinaram. Ao falhar em restaurar a ordem, foi atacado e forçado a fugir para Constantina, enquanto seus homens elegeram o duque de Fenice Germano como líder. As suas tentativas para acalmar a tropa a partir de Constantina, através do emprego de bispos locais como mediadores e da revogação do decreto, também falharam. Filípico foi restaurado no comando por Maurício, enquanto Prisco retornou a Constantinopla.
Apesar disso, no verão tornou-se mestre dos soldados da Trácia e recebeu a missão de atacar os ávaros no comando de uma força improvisada. Seu vice (hipoestratego), Salviano, foi enviado com mil cavaleiros para manter as passagens do monte Hemo, mas, após dois dias, foi forçado a se retirar pelos ávaros, que eram numericamente superiores. Os inimigos saquearam Anquíalo, mas foram travados na tentativa de cerco de Drizípara (perto da atual Lüleburgaz), marchando em seguida para sul, alcançando Perinto e isolando as forças de Prisco. Flanqueado, retirou-se para Tzúrulo, onde foi sitiado. O historiador do século VII Teofilato Simocata nota que, após alguns dias, inventou um estratagema para forçar os sitiantes a se retirarem: permitiu que um dos guardas fosse pego portando uma carta falsa, supostamente vinda de Maurício, que informava sobre um ataque marítimo à pátria dos ávaros. O grão-cã ávaro convenceu-se de que a carta era verdadeira e preparou-se para retornar para casa apressadamente, negociando uma trégua em troca da renovação do pagamento de um tributo anual. O historiador do século XII Miguel, o Sírio diz que o pagamento foi de cerca de 363 quilos de ouro (cerca de 60 mil soldos), uma soma consideravelmente reduzida se comparada com os 100 mil soldos acordados em 584. Os ávaros partiram ao seu país, enquanto Prisco dissolveu o exército e voltou para Constantinopla. Sumiu nos anos seguintes, quando caiu em desgraça com Maurício. Por volta de 593, já havia recuperado sua posição, o que é testemunhado pela carta do papa Gregório I, na qual ele o parabeniza por ter retornar às graças do imperador. A carta do papa também testemunha que, naquela época, já havia recebido o título honorífico supremo de patrício.

Territórios ávaros entre 582-612

Bálcãs no século VI

Na primavera de 593, foi nomeado como mestre da cavalaria na Trácia, com Gentão liderando como mestre da infantaria. Como o mais antigo dos dois, Prisco também manteve o comando geral. Ambos marcharam para Dorostolo, no Danúbio, e levaram a cabo campanha vitoriosa contra as tribos eslavas que se preparavam para cruzar o rio sob Ardagasto e Musócio. Ao cruzarem-no, ambos foram aniquilados em ataques noturnos. Ao mesmo tempo, porém, Prisco brigou com seus homens sobre a distribuição dos despojos capturados, especialmente sobre a parcela considerável que alocou à família imperial. Os soldados foram posteriormente aplacados e o butim foi enviado à capital com escolta.  Maurício enviou ordens para o exército invernar ao norte do rio, causando inquietação e ressentimento entre os soldados. Prisco desobedeceu a ordem e cruzou o rio com seu exército para invernar na margem sul. No outono, foi substituído por Pedro, o irmão de Maurício. Antes de o último assumir o comando, Prisco negociou acordo de paz com o grão-cã, a quem devolveu todos os cativos, cerca de cinco mil homens, um fato que foi criticado por Maurício. 
No final de 594, após Pedro ser pesadamente derrotado pelos eslavos, Prisco foi novamente feito mestre dos soldados, posto que manteve continuamente por vários anos. Em 595, marchou ao Danúbio, cruzou o rio e dirigiu-se para Novas, apesar dos protestos do grão-cã, e soube que Singiduno foi tomada pelos ávaros. Navegou com o exército à cidade e, após falhar nas negociações com o grão-cã, enviou o taxiarca Guduíno, que a recapturou. Os ávaros, tendo arrasado as muralhas da cidade, abandonaram-na quando a força bizantina se aproximava. Em seguida, lançaram raide contra a Dalmácia. Guduíno foi enviado com dois mil homens para interceptá-los. Conseguiu emboscar o destacamento ávaro que levava o butim, recuperando e enviando-o a Prisco. Após esses eventos, o grão-cã voltou sua atenção a oeste para combater bávaros e francos, deixando os territórios bizantinos em paz até o verão de 597. Porém, Prisco e seu exército permaneceram vigilantes junto à fronteira do Danúbio.

Trajeto da Muralha de Anastácio

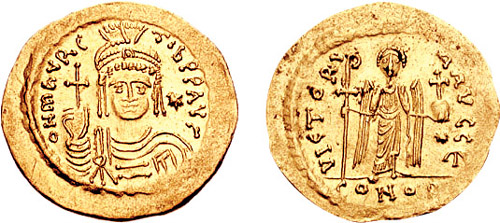
Soldo de Maurício r.

Quando retomaram suas operações com a grande invasão no outono, parecem ter pego Prisco, que talvez estava operando com seu exército a leste da Cordilheira dos Bálcãs, desprevenido. Avançaram rapidamente, ao ponto de conseguirem reprimir e sitiar Prisco e seus homens no porto de Tômis (atual Constança), até que a aproximação de um exército recém-criado sob Comencíolo os forçou a abandonar o cerco na Páscoa de 30 de março de 588. Prisco estranhamente permaneceu inativo e o exército inexperiente de Comencíolo foi derrotado na batalha que se seguiu. Eles avançaram ao sul à Trácia, forçando Maurício a guarnecer a Muralha de Anastácio para evitar ataque a capital. Os ávaros, porém, foram dizimados pela praga, e uma trégua foi rapidamente concluída, pela qual recuaram além do Danúbio em troca do aumento do tributo anual para 120 mil soldos. Os bizantinos aproveitaram a ocasião para reagrupar suas forças e, no verão de 599, dois exércitos sob Prisco e Comencíolo marcharam ao longo da margem ocidental do Danúbio. Em Viminácio, Comencíolo adoeceu e Prisco assumiu o comando. O exército cruzou o rio e batalhou três vezes ao longo de dez dias. Os bizantinos venceram e segundo registro de Teofilato Simocata mataram 28 mil bárbaros no total, incluindo alguns dos filhos do grão-cã. Prisco perseguiu o grão-cã em fuga e invadiu o território ávaro na Panônia. Lá, uma quarta batalha, também vencida pelos bizantinos, foi travada próximo do Tísia. No dia seguinte, Prisco enviou força de reconhecimento através do rio, que atacou três assentamentos gépidas de surpresa. Segundo Simocata, 30 mil foram mortos e muitos foram tomados cativos. 19 dias depois, outra grande batalha foi travada no Tísia, que terminou em vitória decisiva: os ávaros e especialmente seus aliados eslavos sofreram muito e Prisco tomou três mil ávaros, oito mil eslavos e outros 6 200 bárbaros como cativos enviados ao sul como escravos. Maurício, que não percebeu a extensão da vitória de seu exército, ordenou a liberação deles como gesto de boa vontade.  A campanha foi um ato notável de defesa agressiva. Para Michael Whitby foi "sem paralelo no século VI" à fronteira do Danúbio e "essencialmente decidiu a guerra".
Após o sucesso, que assegurou os Bálcãs, Maurício pretendia consolidar o controle romano trazendo colonos armênios a quem seriam dadas terras em troca de serviço militar. Para este fim, Prisco foi enviado à Armênia para recrutar homens e suas famílias. No entanto, essa missão foi interrompida por uma revolta em larga escala que provocou a queda de Maurício. Em 602, Maurício ordenou mais uma vez que suas tropas na fronteira no Danúbio invernassem ao norte do rio, o que novamente resultou num descontentamento generalizado, agravado quando Pedro, que tinha substituído Prisco, recusou-se a anular a ordem. As tropas se amotinaram, escolheram o oficial Focas como seu novo líder e iniciaram a marcha para Constantinopla. Sem quaisquer forças militares significativas para defendê-lo, Maurício teve que fugir, mas foi capturado com sua família e executado por Focas, que tornou-se imperador.

### Sob Focas

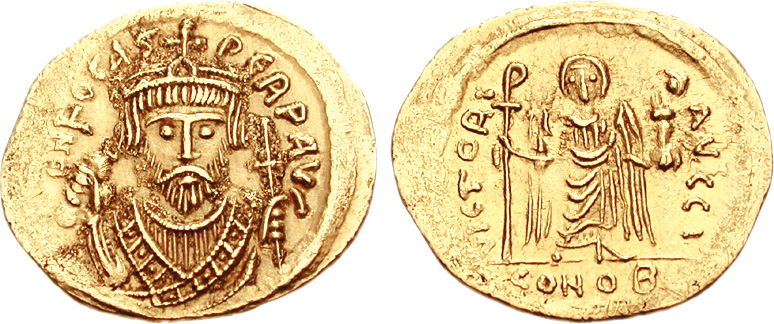
Soldo de Focas r.

Por sua ausência da capital no momento da ascensão de Focas - e porque manteve o apoio dos soldados - Prisco foi o único dos generais seniores mantido, enquanto Comencíolo e Pedro foram executados e Filípico foi banido a um mosteiro. A possível explicação para isto vem do historiador posterior Paulo, o Diácono, que registra, possivelmente baseado em fontes do começo do século VII, que Focas tinha sido estribeiro (ou escudeiro) sob Prisco. De qualquer forma, Prisco foi rapidamente incluído entre os principais apoiantes do novo regime. No inverno de 602/3, foi feito conde dos excubitores, comandante da guarda imperial. Em 606 ou 607, casou-se com a filha de Focas, Domência, tornando-se o efetivo herdeiro presuntivo do governante sem filhos. Nos jogos celebrados no Hipódromo em honra ao evento, contudo, Focas reagiu violentamente quando viu que os cidadãos levavam retratos de Prisco e Domência junto ao seu. Os cronistas relatam que, a partir desse momento, Prisco ficou contra Focas.

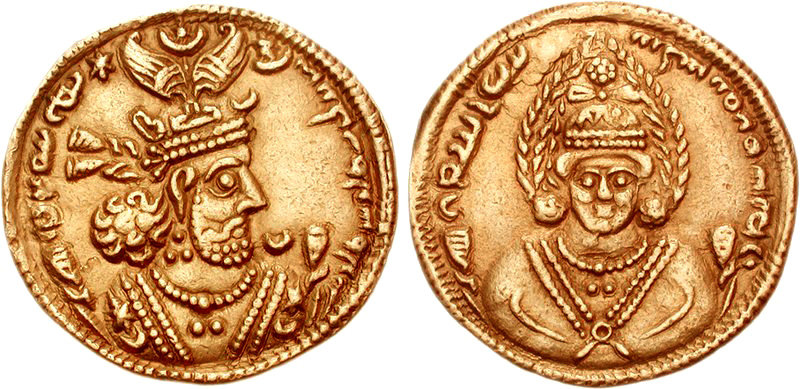
Dinar de ouro de r.

O governo carecia de legitimidade e rapidamente foi ressentido pela população e pelas elites do império. Seu prestígio diminuiu ainda mais quando o xá Cosroes II (r. 590–628) declarou guerra e quando o exército começou a sofrer as primeiras derrotas.  Segundo tradição posterior, Prisco enviou carta ao exarca da África Heráclio instando-o à revolta. Isso é talvez uma invenção posterior, mas se verdadeira, indica o nível de discordância mesmo na corte. Qualquer que seja a verdade, em 608 a África revoltou-se e o filho homônimo do exarca foi enviado contra Constantinopla à frente de uma frota. Sem enfrentar oposição pelas forças de Focas, aportou no subúrbio de Hebdomo em 3 de outubro e marchou à capital, onde eclodiram revoltas pró-heraclianas.  Nesta conjuntura, Prisco fingiu estar doente e retirou-se para sua mansão no bairro de Boraides, onde reuniu os excubitores e seus próprios milicianos (bucelários), privando assim Focas de seu principal suporte armado. João de Niciu registrou que teria protegido as mulheres da família de Heráclio de represálias por parte de Focas.

### Sob Heráclio

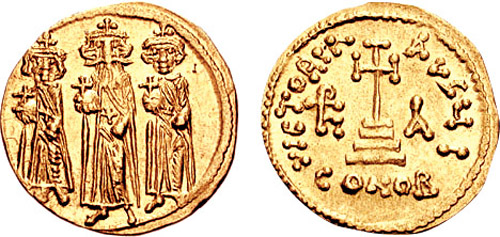
Soldo de Heráclio r.

Com a queda de Focas, Heráclio tornou-se imperador. O patriarca Nicéforo I afirma em seu Breviário que a coroa foi inicialmente oferecida a Prisco, que a recusou. Como comandante dos excubitores, um protopatrício (primeiro entre os patrícios) e dos poucos oficiais seniores e influentes com laços com os regimes passados, representava uma ameaça potencial. Porém, diante da situação crítica no Oriente, onde os persas invadiram muitos territórios e estavam atacando a Anatólia, foi feito comandante do exército armênio no outono de 611. O general persa Saíno capturou Cesareia Mázaca na Capadócia, mas foi imediatamente sitiado ali mesmo por Prisco.
Heráclio visitou o acampamento em Cesareia no inverno, mas Prisco recusou-se a encontrar-se com ele sob o pretexto de uma doença. Esta afronta irritou Heráclio, e quando Saíno e seu exército conseguiram escapar no verão, Prisco foi reconvocado para Constantinopla, supostamente para ser padrinho do filho do imperador, Constantino. Na capital, foi removido de seu posto de conde dos excubitores, que foi passado para Nicetas, o primo de Heráclio, e do comando na Anatólia, que foi dado para outro general sobrevivente da época de Maurício, Filípico, trazido de volta de seu exílio. Prisco foi levado ao senado, onde foi acusado por Heráclio de traição. No final, foi tonsurado em 5 de dezembro de 612 e confinado no Mosteiro de Cora, onde morreu em 613.

## Avaliação
Prisco é tido nas fontes como líder militar capaz e versátil. Em muitas ocasiões, suas operações contra os eslavos assemelham-se às prescrições do manual militar Estratégico, atribuído a Maurício. Apesar de sua reputação como disciplinador severo e postura distante, que causou o motim de 588, nas campanhas posteriores mostrou-se hábil em lidar com os soldados ao aplacar seu descontentamento. Estas qualidades foram também empregadas contra o grão-cã ávaro, por exemplo, durante o cerco de Tômis em 598, quando Prisco conseguiu persuadir os ávaros a abastecer com cereais o exército bizantino, que estava de fato à beira da inanição. Como o estudioso Walter Kaegi comenta, a estratégia de Prisco ao defender a fronteira do Danúbio consistiu em manter a paz com o grão-cã "através de negociações astutas", permitindo-lhe que se concentrasse em seus esforços contra as invasões eslavas no território imperial.
A principal fonte bizantina do período, Teofilato Simocata, mostra uma clara tendência em favor de Prisco, especialmente em seu registro das campanhas balcânicas, no qual os outros generais são denegridos e aparecem como incompetentes, com suas realizações constantemente menosprezadas, enquanto que os sucessos de Prisco são exaltados e suas derrotas acobertadas. Isto pode ser devido ao fato de que, para este período, Simocata se tenha baseado em um "diário de campanha" semioficial compilado durante o reinado de Focas, quando Prisco foi preeminente, enquanto que seus rivais foram executados ou exilados.